# Хвалетице
Хвалетице (чеш. Chvaletice) град је у Чешкој Републици. Град се налази у управној јединици Пардубички крај, у оквиру којег припада округу Пардубице.

## Становништво
Према подацима о броју становника из 2014. године град је имао 3.077 становника.